# Canale 34 Telenapoli
Canale 34 Telenapoli è stata un'emittente televisiva napoletana a diffusione regionale nata nel 1976. La sede era in via Giustino, 1. Molti personaggi in seguito famosi in Italia vi hanno mosso i primi passi, come i comici Alessandro Siani,  Lino D'Angiò, i Ditelo voi, il gruppo Gipsy Fint e Biagio Izzo.

## Storia

### La creazione
Nel 1976 viene fondata a Napoli CRT 29; il nome deriva dall'acronimo Campania Radio Television mentre il 29 era la frequenza utilizzata per trasmettere in isofrequenza dai siti di Monte Faito e Napoli Camaldoli. Presto l'emittente, per ovviare all'inconveniente del numero 29, che dava origini al pubblico ludibrio per via del significato che tale numero assume ne La smorfia, cambia frequenza dal Monte Faito dal 29 al 34, e di conseguenza modifica il proprio il nome in CRT 34. Nei primi anni ottanta CRT 34 si aggiudica all'asta fallimentare il logo ed i diritti di usufrutto della non più esistente Telenapoli, affiancando lo storico marchio al proprio nome, nel frattempo mutato in Canale 34, divenendo così Canale 34 Telenapoli.

### La collaborazione con TMC
Nei primi anni 80 Canale 34 diviene parte dell'allora costituendo network in syndication di TMC. La collaborazione tuttavia durò poco. Canale 34 cedette a TMC la gran parte del proprio network di frequenze, tra cui la frequenza 34 da Monte Vergine operata in isofrequenza con il Monte Faito, conservando però intatte le frequenze utilizzate per coprire Napoli.
Questa compravendita è stata all'origine dei problemi di copertura di Telemontecarlo/LA7 nel Napoletano (risolto solo a partire dal 2004 con l'acquisto di alcune frequenze da Prima TV poco dopo il passaggio a Tarak Ben Ammar), che non disponeva di una frequenza irradiabile dai Camaldoli in quanto rimasta nella disponibilità di Canale 34.
Nei primi anni 2000 l'emittente ha raggiunto l'apice di popolarità e di ascolti, in particolare grazie alla trasmissione Pirati condotta da Biagio Izzo.

### Il passaggio al digitale terrestre, la crisi e la riorganizzazione
Dopo il passaggio alla nuova tecnologia del digitale terrestre nel 2009 più della metà delle postazioni in cui veniva irradiato il segnale analogico vengono lasciate spente e non migrano in digitale, riducendo così notevolmente la copertura dell'emittente. Attualmente vengono coperti solo i capoluoghi di provincia, e, a differenza degli altri multiplex locali, la copertura con il passaggio al digitale è diminuita anziché aumentata. I problemi maggiori sono venuti dall'attribuzione di una numerazione LCN particolarmente penalizzante per l'emittente. I criteri utilizzati per stilare la lista, infatti, tenevano conto delle graduatorie stilate dal Corecom per la concessione di contributi regionali alle emittenti. Tuttavia Canale 34, essendo allora un'azienda finanziariamente sana, non aveva mai richiesto aiuti finanziari al Corecom e quindi non rientrava in nessuna graduatoria. Questo ha finito per penalizzare l'emittente, che è stata inserita in coda alla lista, superata da emittenti molto più piccole e meno seguite dai telespettatori. Canale 34 ha intentato ricorso al TAR, ancora sub-iudice, per ottenere l'annullamento di tale lista.
Dopo il passaggio al digitale terrestre avvenuto per l'emittente nello stesso anno, il canale viene sdoppiato, Canale 34 ottiene la LCN 187, mentre Telenapoli la LCN 604. A fine 2012 un accordo con Tele A consentì all'emittente di trasmettere, nella sostanza, come mero fornitore di contenuti.

## Le telenovelas
- La forza dell'amore
- Aroma de cafè
- Cuore selvaggio
- María
- Celeste
- Zingara
- Un volto, due donne
- La donna del mistero 2
- Manuela
- I due volti dell'amore
- Perla nera
- Betty la fea
- Ecomoda
- Esmeralda
- Vento di passione
- La scelta di Francisca
- Innamorata (altro titolo: Eredità d'amore)
- La forza del desiderio
- Milagros
- Lasciati amare
- Senza peccato
- Cristal
- Principessa
- La casa delle sette donne (altro titolo: Garibaldi, l'eroe dei due mondi)
- Maddalena
- Guadalupe (altro titolo: Il segreto della nostra vita)
- Grecia
- Marilena
- Renzo e Lucia  (altro titolo: Renzo e Lucia - Storia d'amore di un uomo d'onore)